# Вілайя Персекутуан
Вілайя Персекутуан (малайськ. Masjid Wilayah Persekutuan) — головна мечеть в Куала-Лумпурі (Малайзія). Розташована поруч з Федеральним урядовим комплексом.

## Історія
Головна мечеть Куала-Лумпура була побудована між 1998 і 2000. Розташована на ділянці п'ять гектарів поблизу Комплексу Урядової установи уздовж річки Джалан Дута.
Мечеть Вілайя(т) Персекутуан була відкрита 25 жовтня 2000 року.

## Архітектура
Проект мечеті — суміш османського і малайського архітектурних стилів. Мечеть має 2 мінарети та 22 куполи.